# Carlo Simionato
Carlo Simionato (Ravenna, 1 juli 1961) is een voormalige Italiaans sprinter, die was gespecialiseerd in de 100 m en de 200 m. Hij werd meervoudig Italiaans kampioen op deze disciplines. Zijn grootste prestaties leverde hij als estafetteloper. Zo heeft hij sinds 1983 het Europees record in handen op de zelden gelopen 4 x 200 m estafette.

## Biografie
Op het EK 1982 werd hij vierde op de 4 x 400 m estafette. Zijn beste resultaten behaalde hij in 1983. Op het WK in Helsinki werd hij zevende op de 200 m in 20,69 s. Deze wedstrijd werd gewonnen door de Amerikaan Calvin Smith in 20,14 s. Met zijn teamgenoten Stefano Tilli, Pierfrancesco Pavoni en Pietro Mennea veroverde hij een zilveren medaille op de 4 x 100 m estafette. Met een verbetering van het Italiaans record tot 38,37 eindigden ze achter de Amerikaanse estafetteploeg, die het wereldrecord verbeterde tot 37,86. Op 29 augustus datzelfde jaar verbeterde hij met zijn teamgenoten Stefano Tilli, Giovanni Bongiorni en Pietro Mennea het Europese record op de 4 x 200 m estafette naar 1.21,10. Op de Olympische Spelen van 1984 in Los Angeles sneuvelde hij in halve finale van de 200 m met een tijd van 20,92.
In zijn actieve tijd was hij aangesloten bij PP Freedent.

## Titels
- Italiaans kampioen 100 m - 1985
- Italiaans kampioen 200 m (outdoor) - 1982, 1985
- Italiaans kampioen 200 m (indoor) - 1984

## Persoonlijk record
| Onderdeel | Prestatie | Datum            | Plaats   |
| --------- | --------- | ---------------- | -------- |
| 100 m     | 10,34 s   | 3 juli 1985      | Ravenna  |
| 200 m     | 20,60 s   | 13 augustus 1983 | Helsinki |

## Palmares

### 200 m
- 1983:  Middellandse Zeespelen - 20,63 (wind)
- 1984: 8e in serie OS - 20,92 s